# صبيح نشأت
صبيح بك نشأت (1882 - 19 تموز/يوليو 1929). وهو سياسي عراقي. وأول أمين للعاصمة بغداد، إذ شغل المنصب بتاريخ 6 شباط 1923 حتى 14 أيلول 1924.
وهو أول من ألبس موظفي أمانة العاصمة الزي الموحد، وهو أول من وضع شعارا لأمانة العاصمة. كما تولى إجراء التطعيم الإجباري لأهل بغداد. شغل من بعده المنصب رشيد الخوجة عام 1924.
شغل منصب وزير الإشغال والمواصلات في الوزارة النقيبية الثانية بعد استقالة عزت باشا كركوكلي منها، واستمر في منصبه في الوزارة النقيبية الثالثة عام 1922، وعاد لنفس المنصب في وزارة جعفر العسكري الأولى عام 1924.
كما شغل منصب وزير الأوقاف بالوكالة عام 1923.
شغل كذلك منصب وزير الدفاع في وزارة عبد المحسن السعدون الثانية عام 1925، كذلك شغل منصب وزير الإشغال والمواصلات بالوكالة في الوزارة نفسها، ثم عين وزيرا للمالية في الحكومة نفسها.
مثل الحكومة العراقية يوم كان وزيرًا للمواصلات في معاهدة العقير وبموجب المعاهدة تم ترسيم حدود سلطنة نجد الشمالية مع مملكة العراق والكويت. وتعد المعاهدة ملحقاً لمعاهدة المحمرة. ووقعت في العقير في 2 كانون الأول/ديسمبر عام 1922 بين سلطنة نجد بحضور سلطان نجد عبد العزيز بن عبد الرحمن آل سعود وصبيح بك نشأت وزير المواصلات والأشغال ممثلا عن الملك فيصل الأول ملك مملكة العراق وجون مور الوكيل السياسي البريطاني في الكويت ممثلا عن الكويت وكان السير بيرسي كوكس يلعب دور الوسيط في تلك الاجتماعات،
كان آخر منصب له هو الوزير المفوض لحكومة العراق لدى الجمهورية التركية في أنقرة وقد توفي هناك في إسطنبول في 19 تموز/يوليو 1929.